# シンコール
シンコールグループは、日本のインテリアメーカーである。シンコール本部株式会社は東京都港区。
グループ企業となっており、カーテン、床材（カーペット・長尺シート等）、壁紙などの壁装材などを製造するメーカー的な役割をもつシンコールインテリア株式会社と、椅子張りをメインに扱うシンコールマテリアル株式会社、それらに加え流通をつかさどるシンコール物流株式会社が存在する。
各エリアごとに販売会社が配置されており、代表取締役が異なる。業界では珍しい複数名のオーナー制による経営おこなっている。ただし扱う商品は同一である。
場所により、社名がシンコーとシンコールとなっている場合があるが、コーポレートブランドは同じものである。
また、各社により法人が異なるためオリジナルの商品を扱っている場合もある。

## 主なグループ会社一覧
地名が社名に入っている法人もある。また同名の法人も存在する。
- シンコール本部株式会社
- シンコールインテリア株式会社
- シンコールマテリアル株式会社
- シンコール物流株式会社
- シンコール株式会社（主に東京）
- 東京シンコーレザー株式会社
- 東京シンコール株式会社
- シンコール株式会社（主に北信越・東北）
- シンコー株式会社（主に東海・椅子張り中心）
- 株式会社シンコール（主に四国）
- シンコー株式会社（主に関西）
- シンコー広島株式会社
- シンコー九州株式会社
- シンコー沖縄株式会社

## 主な商品
- カーテン
- ロールスクリーン
- 壁紙
- 床材
- カーペット
- 椅子張り

など。またインテリアのコーディネイトを行う事業も展開している。